# North Highlands, Kalifornien
North Highlands är en ort (CDP) i Sacramento County, i delstaten Kalifornien, USA. Enligt United States Census Bureau har orten en folkmängd på 42 694 invånare (2010) och en landarea på 22,9 km².